# わくわく探検隊☆ユニバーサル・スタジオ・ジャパン
『わくわく探検隊☆ユニバーサル・スタジオ・ジャパン』（わくわくたんけんたい ユニバーサル・スタジオ・ジャパン）は、2011年10月1日から2012年3月31日までテレビ大阪で放送されていた情報番組である。全25回。放送時間は毎週土曜 9:45 - 10:00 （日本標準時）。

## 概要
「わくわく探検隊」隊長のはいだしょうこと隊員の子供たちがユニバーサル・スタジオ・ジャパンのアトラクションを紹介していた番組。
番組は、各回で紹介するアトラクションを隊員全員で少し体験した後、はいだが「今日のわくわくテーマ」と呼ばれる指令を隊員たちに伝え、それを全員で調査するという体で進行。11月12日放送分までは、ウッディー・ウッドペッカーやハローキティがUSJ10周年記念ソング「GOOD LUCKY!!!!!」に合わせてダンスをする「レッツグッキーダンス」というコーナーがあった。そしてスタッフロールが流れるパートでは、その回の紹介アトラクションを体験した一般人の感想を紹介していた。また、スタジオ・パスが当たる視聴者プレゼントクイズを出題していた。
3月31日放送の最終回は、9:30からの15分拡大版で放送された。

## 出演者

### わくわく探検隊隊長
- はいだしょうこ

### わくわく探検隊隊員
- 岩本侑樹（ - 2011年11月12日）
- 谷野弘汰（ - 2011年11月12日）
- 木村梨帆（ - 2011年11月26日）
- 中林瑠華（ - 2011年11月26日）
- 高橋龍一（2011年11月19日 - ）
- 林素矢（2011年11月19日 - ）
- きむらふうか（2011年12月3日 - ）
- はやしりな（2011年12月3日 - ）

### ナレーター
- 藤沢としや

## 放送リスト
| 放送日   | サブタイトル                                                                |
| -------- | --------------------------------------------------------------------------- |
| 10月1日  | はいだしょうこ＆「わくわく探検隊」の子どもたち                              |
| 10月8日  | はいだしょうこ＆「わくわく探検隊」の子どもたち                              |
| 10月15日 | スヌーピーがかぶったカボチャを探せ                                          |
| 10月22日 | 元気なキッズたちで結成された「わくわく探検隊」                              |
| 10月29日 | みんなの知らないパークの楽しみをリサーチ!!                                  |
| 11月5日  | お切り入りの音楽を聞きながら、空を飛んでるみたいな気分になれる              |
| 11月12日 | 人気アトラクション「ターミネーター2:3-D®」を大調査！                        |
| 11月19日 | 「世界一のクリスマスツリーって何が世界一なの?!」                            |
| 11月26日 | 「モッピーのラッキー・スポット」を大調査！                                  |
| 12月3日  | 「フォーエバー・ラブ・クリスマス」                                          |
| 12月10日 | 「ハッピー・スノー・パーティ」をみんなで見るよ！                            |
| 12月17日 | クリスマスと言えば、やっぱりサンタさん。                                    |
| 12月25日 | 25日はいよいよクリスマス                                                    |
| 1月14日  | セサミストリート 4-D ムービーマジック                                       |
| 1月21日  | ユニバーサル・モンスター・ライブ・ロックンロール・ショー                    |
| 1月28日  | セサミストリートのハッピー・サプライズって 一体どんなサプライズがおこるの？ |
| 2月4日   | トリックアートって一体どんなサプライズがおこるのかな？                      |
| 2月11日  | ドキドキなショー「ウォーターワールド」                                      |
| 2月18日  | “ウッディー・ウッドペッカーTM”のアニメを作っているスタジオに社会見学        |
| 2月25日  | わくわくドキドキなドライブができるってホント？                              |
| 3月3日   | とってもステキな女の子だけのサプライズ                                      |
| 3月10日  | ユニバーサル・ワンダーランド                                                |
| 3月17日  | ギモンをみんなで解決しよう！新エリアの情報も♪                               |
| 3月24日  | 世界でもっとも新しいファミリーエリアってどういうこと？                      |
| 3月31日  | 新エリア「ユニバーサル・ワンダーランド」                                    |